# Bosch Motronic

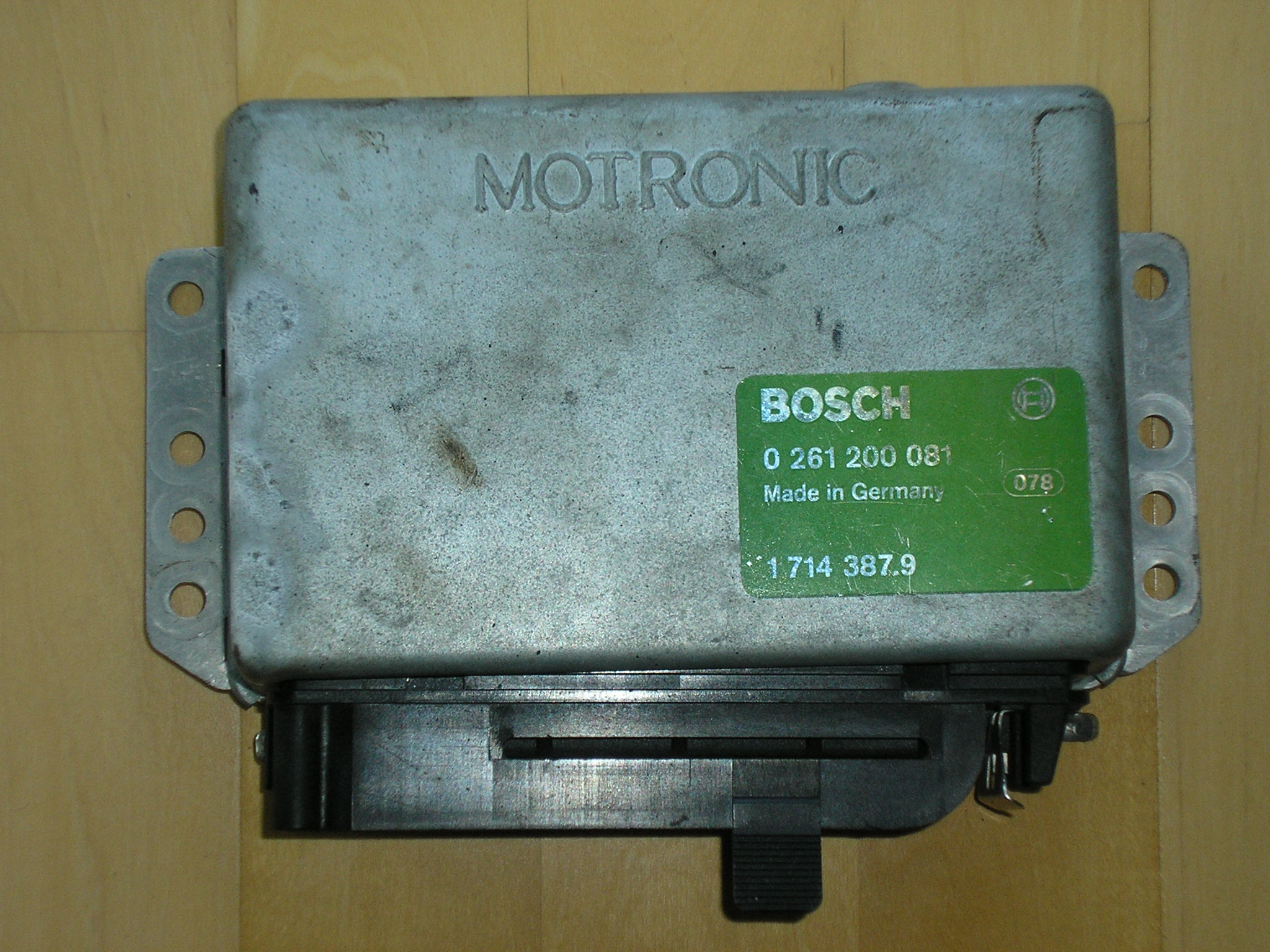
Moduł Motronic z BMW E30.

Motronic, Bosch Motronic - zintegrowany system wtryskowo-zapłonowy produkcji Bosch stosowany w silnikach benzynowych.
Układ rozwijany od 1973 roku, a wprowadzony po raz pierwszy w produkcji seryjnej w 1979 roku w samochodzie BMW 732i, jako integrację wcześniejszego systemu wtrysku paliwa Jetronic z systemem zapłonowym.

## Opis budowy oraz działanie
System Motronic to komputer sterujący silnika (electronic control unit ECU), który na podstawie danych z czujników oraz danych zawartych w pamięci, z użyciem algorytmów zawartych w programie mikroprocesora steruje silnikiem tak aby osiągnąć prędkość obrotową wymaganą przez kierowcę, przy jednoczesnym spełnieniu kryteriów w obszarach: emisji spalin, zużycia paliwa, mocy, wymaganej charakterystyki momentu obrotowego oraz bezpiecznych warunków pracy silnika.
System (wersja z 1999 roku) pobiera informację o położeniu pedału przyspieszenia (gazu), położeniu przepustnicy, przepływie powietrza do silnika,  temperaturze powietrza i silnika, czujnika spalania stukowego, zawartości tlenu w spalinach (sondy lambda), położeniu wału silnika i wałka rozrządu, prędkości pojazdu. Na podstawie tych informacji, danych w pamięci i algorytmów procesor układu steruje silnikiem dobierając odpowiednie załadowanie cylindrów powietrzem, wtryskiem paliwa (dawka paliwa, czas wtrysku), moment zapłonu mieszanki. System zapewnia sterowanie elementami oprzyrządowania silnika, tak, że nie są wymagane dodatkowe układy elektroniczne. System Motronic ma układ samodiagnostyki oraz pamięć błędów, co ułatwia  odnalezienie ewentualnej usterki. Błędy można odczytać, w zależności od wersji, poprzez tzw. kody błyskowe lub przez specjalne komputerowe urządzenie diagnostyczne.